# Jiří Zdeněk Novák
Jiří Zdeněk Novák (14. října 1912, Praha – 3. září 2001, Praha) byl český spisovatel, scenárista a překladatel.

## Filmografie (výběr)
- Hrdinové mlčí (1946) – scénář, námět
- Alena (1947) – scénář
- Brankář bydlí v naší ulici (1958) – scénář
- O medvědu Ondřejovi (1959) – námět, scénář
- Jak se Franta naučil bát (1959) – námět, scénář
- Jak se zajíček chtěl klouzat (1960) – námět

### Herectví
- Kavárna na hlavní třídě (1953) – tajemník

Přeložil do češtiny také poměrně zdařile některé divadelní hry od Oscara Wildea (vydáno např. nakladatelstvím Artur), jeho překlady jsou přes své starší datum vzniku v podstatě dodnes použitelné a i v dnešních divadlech se realizují.